# تشارلز كلارك (ناشر)
تشارلز كلارك (بالإنجليزية: Charles Clark)‏ هو ناشر بريطاني، ولد في 12 يونيو 1933، وتوفي في 6 أكتوبر 2006.